# Wild Mouse

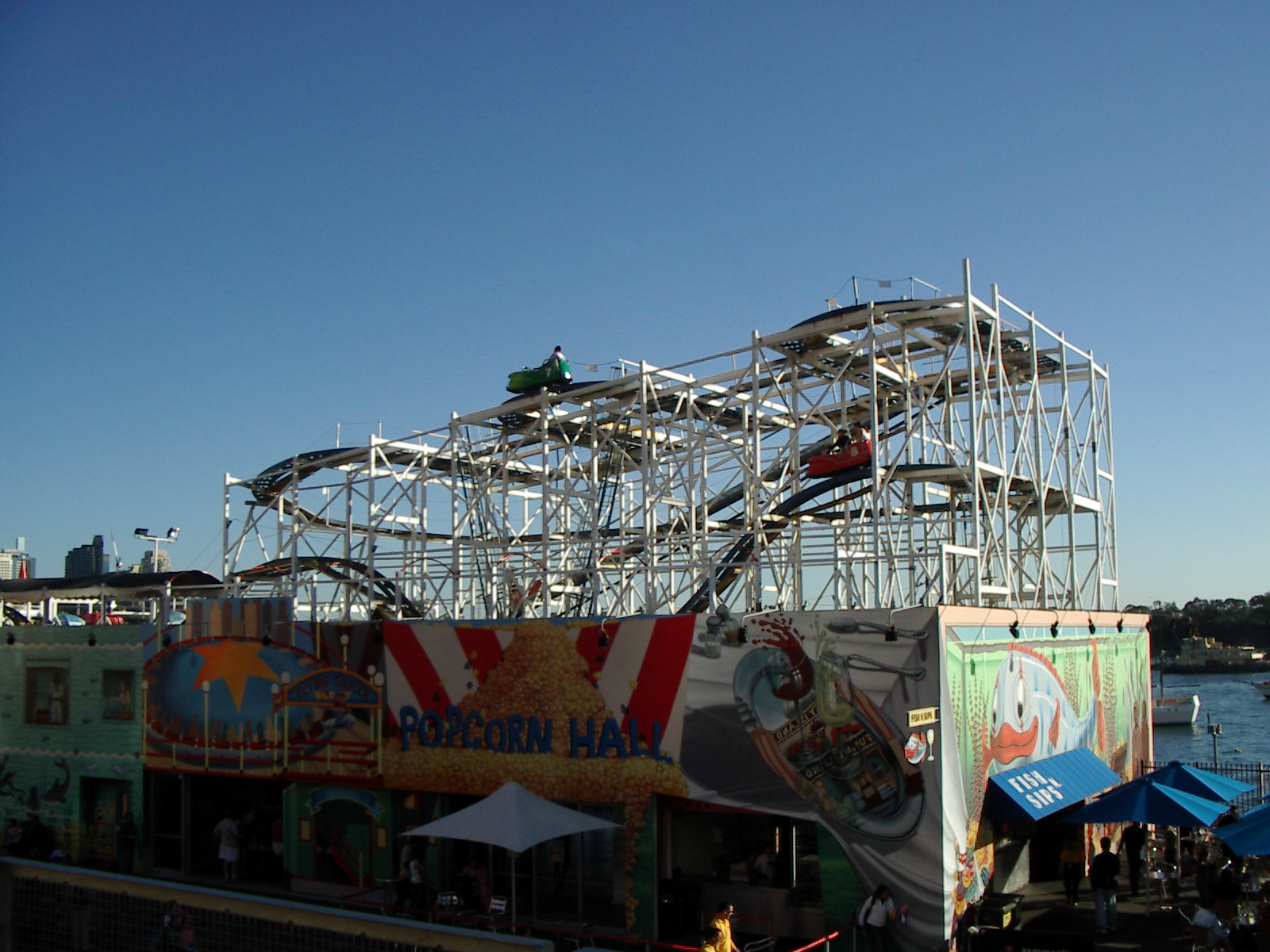
Wild Mouse à Luna Park Sydney

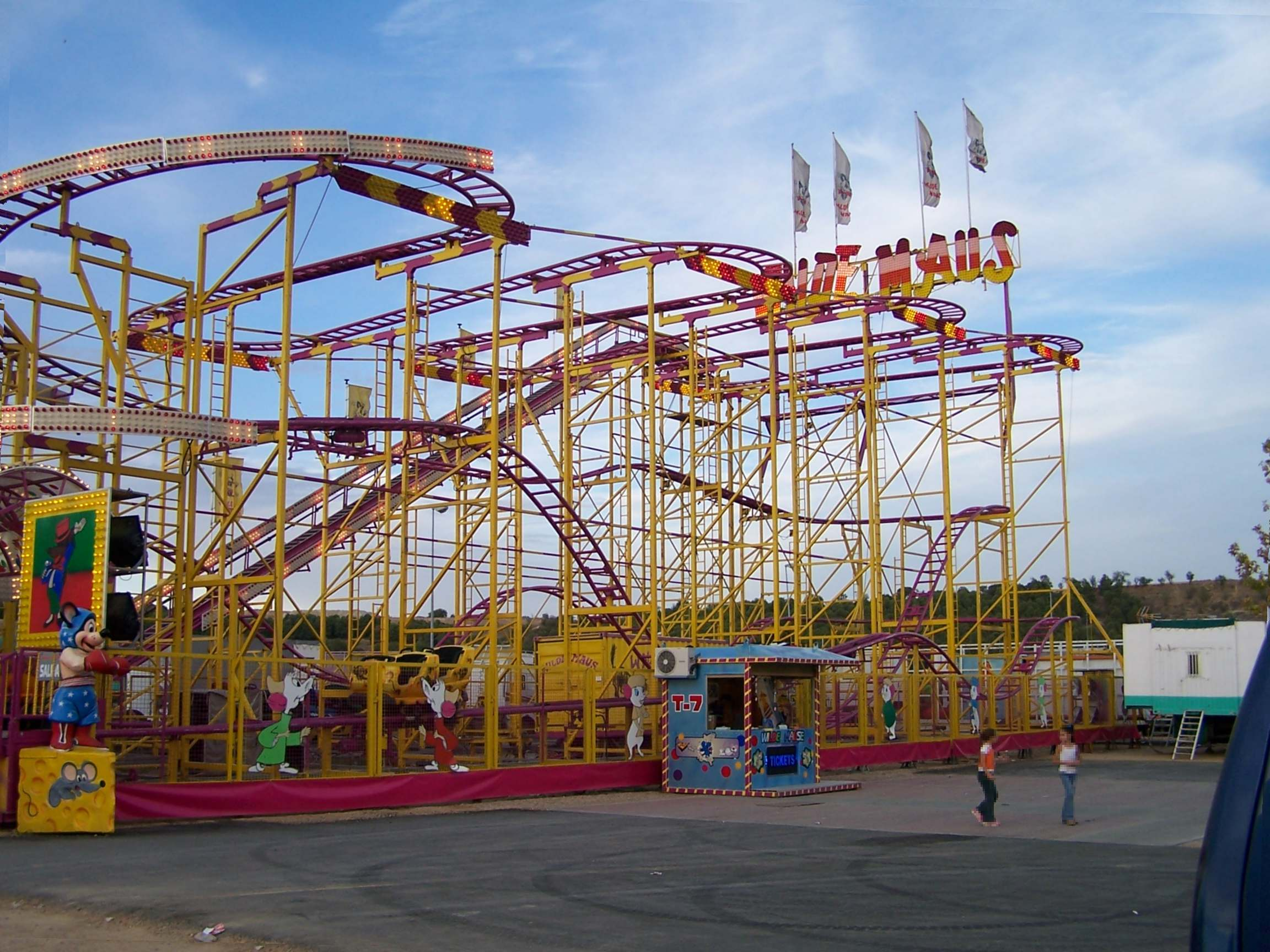
Wilde Maus en Allemagne

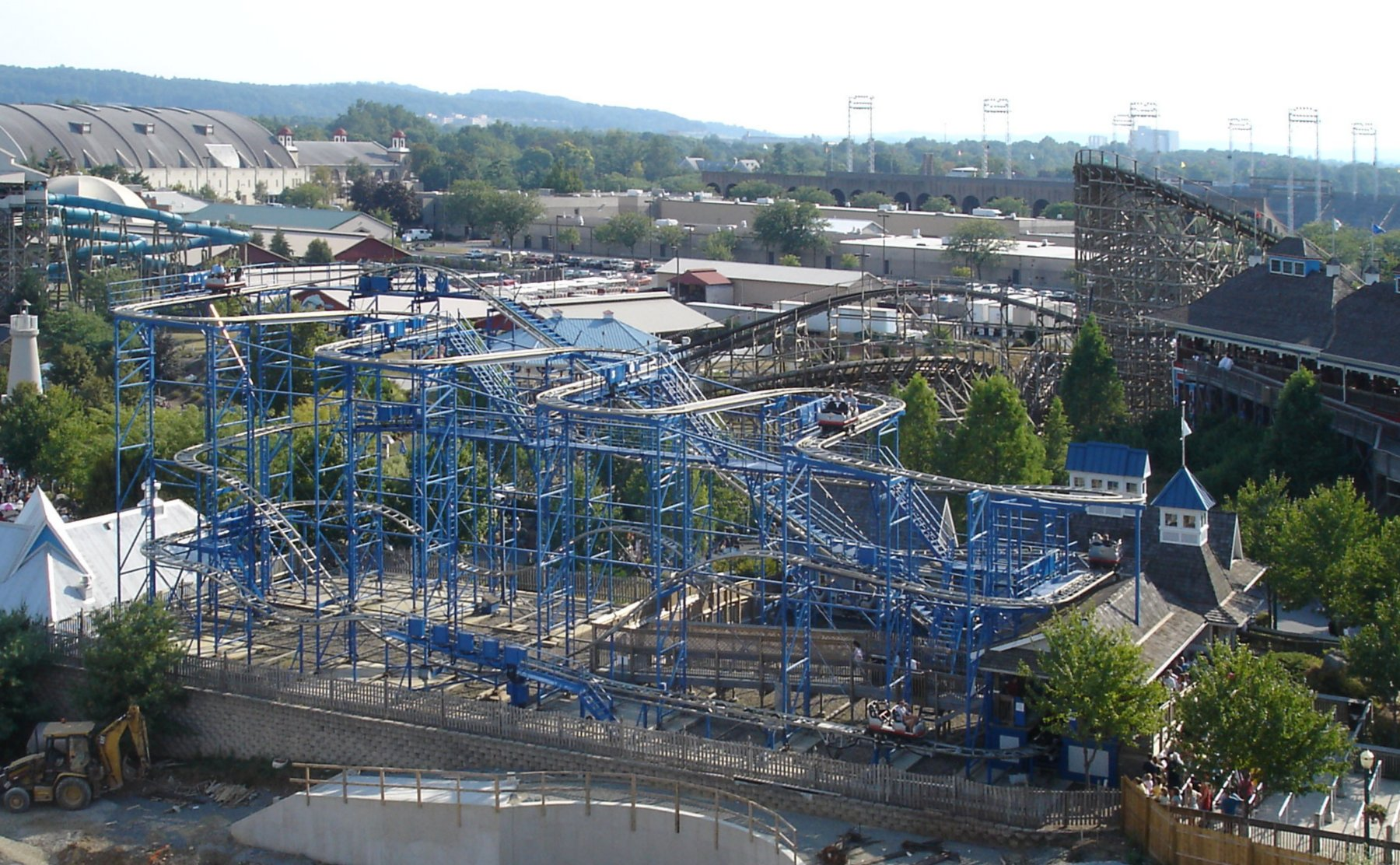
Wild Mouse à Hersheypark

Une Wild Mouse (litt. : « souris folle ») est un type de montagnes russes caractérisé par des petits véhicules de quatre places maximum qui suivent une voie étroite en effectuant des virages serrés presque « à plat » (comme une souris), à une vitesse moyenne mais produisant d'importants effets de force latérale.
Ses installations sont aussi connues sous le nom de Wilde Maus, donné par le constructeur allemand de l'attraction.

## Principe
Le tracé de l'attraction est caractérisé par des nombreux virages et « trous de lapin » : le décor est percé de trous laissant juste l'espace aux passagers pour passer. La portion principale du parcours occupe souvent un espace rectangulaire sur lequel s'étagent plusieurs niveaux de rails (souvent trois).
Les premiers modèles, construits dans les années 1960-1970, étaient constitués de structure en bois (d'où la classification habituelle dans ce type montagnes russes).
Les attractions de ce type sont assez populaires car elles peuvent accueillir presque toute la famille. Cependant, les véhicules de ces modèles étaient souvent petits et accueillaient seulement deux adultes l'un contre l'autre. Elles provoquaient souvent des files d'attentes parfois très longues due à la faible capacité qui ne peut pas être augmenté afin de respecter le principe d'origine. 
Durant les années 1970 à 1980, presque aucune attraction de ce type n'a été construite mais à partir du milieu des années 1990, le fondateur de Mack Rides, l'allemand Franz Mack, les réhabilita. Dotées de véhicules légèrement plus grands (quatre places au lieu de deux), ces appareils ont l'intérêt d'être plus compacts et moins coûteux que les appareils plus conventionnels. Ces deux arguments ont convaincu de nombreux parcs d'investir dans ce genre d'attraction, non comme une offre d'appel, mais plus comme un moyen d'augmenter leur nombre d'attractions sans y allouer trop de ressources.

## Particularités du tracé
Le tracé combine essentiellement deux éléments qui procurent de façon exclusive soit des accélérations latérales, soit des accélérations verticales.
Le premier élément est en forme d'épingles à cheveu. Il s'agit de virages à 90 ou à 180 degrés sans dévers. Cette absence de dévers démultiplie l'effet du virage, projetant les passagers vers l'extérieur.
Le second élément, imagé par le nom de « trous de lapin » est une brusque descente, en ligne droite, aussitôt suivie d'une remontée aussi importante. L'accélération verticale est cette fois-ci très importante d'autant plus que le tracé du circuit ne laisse la plupart du temps pas prévoir ces dénivellations, les accompagnant alors d'un effet de surprise.
Le ressenti de ces phénomènes d'accélération est amplifié par le fait que les wagons sont souvent beaucoup plus larges que la voie. Les passagers ont ainsi l'impression qu'ils sont suspendus à l'extérieur de la voie et même qu'ils pourraient voler.
Enfin, certaines installations peuvent contenir des éléments qui en feront leur originalité : loopings, voitures pouvant tourner sur elles-mêmes ou encore des sections de pistes inclinées qui feront pencher les passagers tantôt à droite tantôt à gauche.

## Constructeurs
Il existe de nombreux constructeurs de ce type d'attraction dont :
- Mack Rides qui en a fait une de ses spécialités.
- Maurer Rides.

## Attractions de ce type
- Crazy Mouse à la Foire du Trône et fêtes foraines
- Famous Jack au parc Bagatelle
- Goofy's Sky School à Disney California Adventure
- Kung Fu Panda Master à Gardaland
- Matterhorn-Blitz à Europa-Park
- Primeval Whirl à Disney's Animal Kingdom
- Sand Serpent à Busch Gardens Tampa
- Schlitt' Express à Nigloland
- Speedy Bob à Bobbejaanland
- The Dark Knight dans quatre parcs Six Flags
- Tiger Express à La Mer de sable
- Vilda Musen à Gröna Lund
- Wild Mouse à Idlewild & Soak Zone
- Wild Mouse à Pleasure Beach, Blackpool
- WildCat à Cedar Point
- Windjammer Surf Racers à Knott's Berry Farm
- "X-treme Racers" à Legoland Billund